# الغابات والأحراج المتوسطية

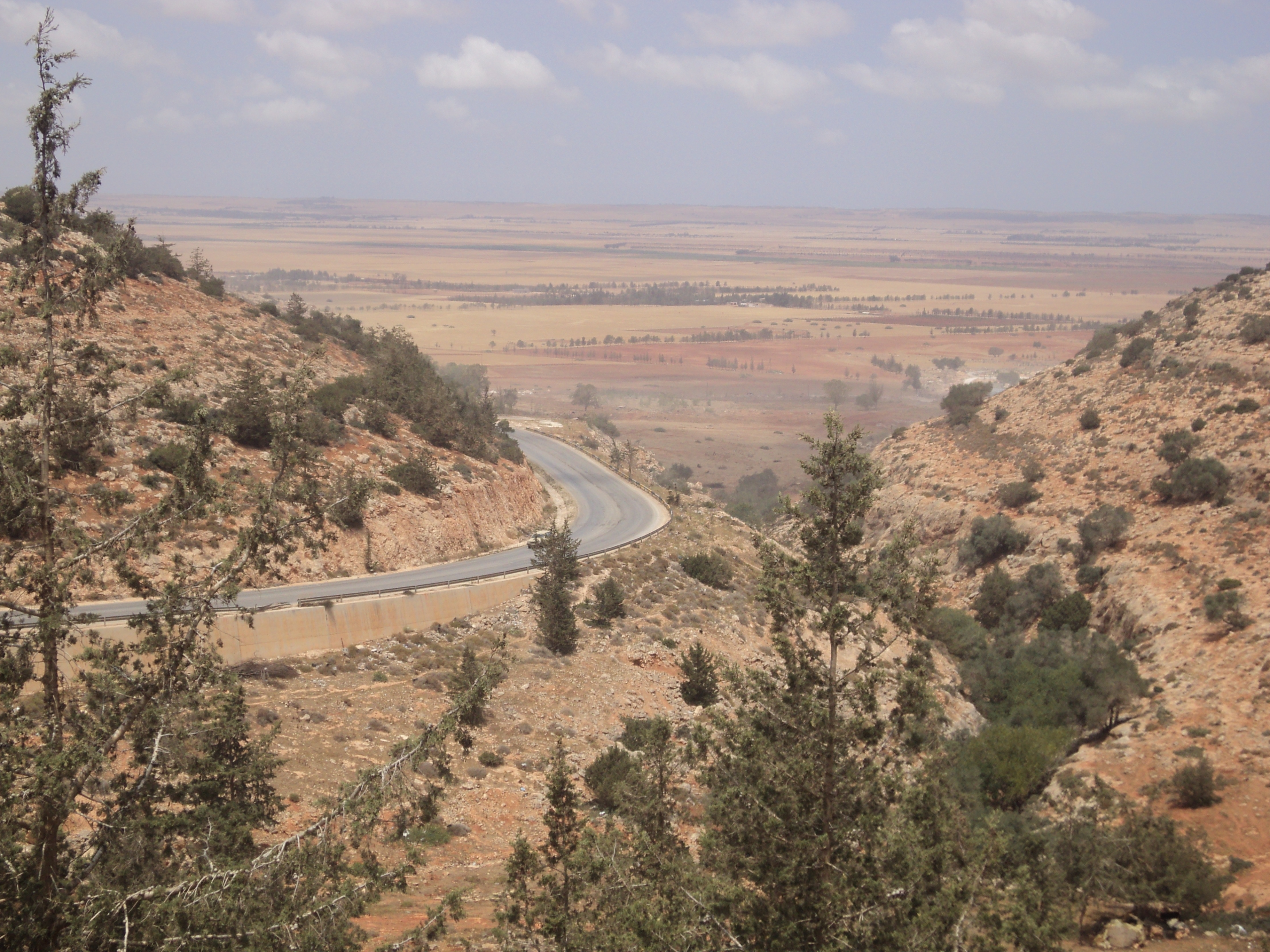
جرف المرج ، الجبل الأخضر، شمال شرق ليبيا.

الغابات والأحراج المتوسطيَّة هي منطقة بيئية في السهول الساحلية والتلال والجبال المطلة على البحر الأبيض المتوسط والمحيط الأطلسي في شمال إفريقيا. تتمتع بمناخ متوسطي وتقع في حيوم الغابات والأحراج و أراضي الشجيرات المتوسطيَّة.               

## جغرافيا
تحتل الغابات والأحراج المتوسطيَّة مساحة 357.900 كيلومتر مربع (138200 ميل مربع) في المغرب و الجزائر و تونس و الأراضي الإسبانية في شمال أفريقيا و ليبيا، ويمتد الجزء الرئيسي من المناطق البيئية على طول السهول والتلال الساحلية للمغرب العربي، بالقرب من أكادير على ساحل المحيط الأطلسي للمغرب في الغرب إلى صفاقس على خليج قابس في تونس، تمتد المنطقة الإيكولوجية إلى الداخل لتغطي السفوح السفلية للأطلس المتوسط ونطاقات الأطلس الكبير في المغرب، مع جيوب معزولة على طول الأطلس الصحراوي في الجزائر.

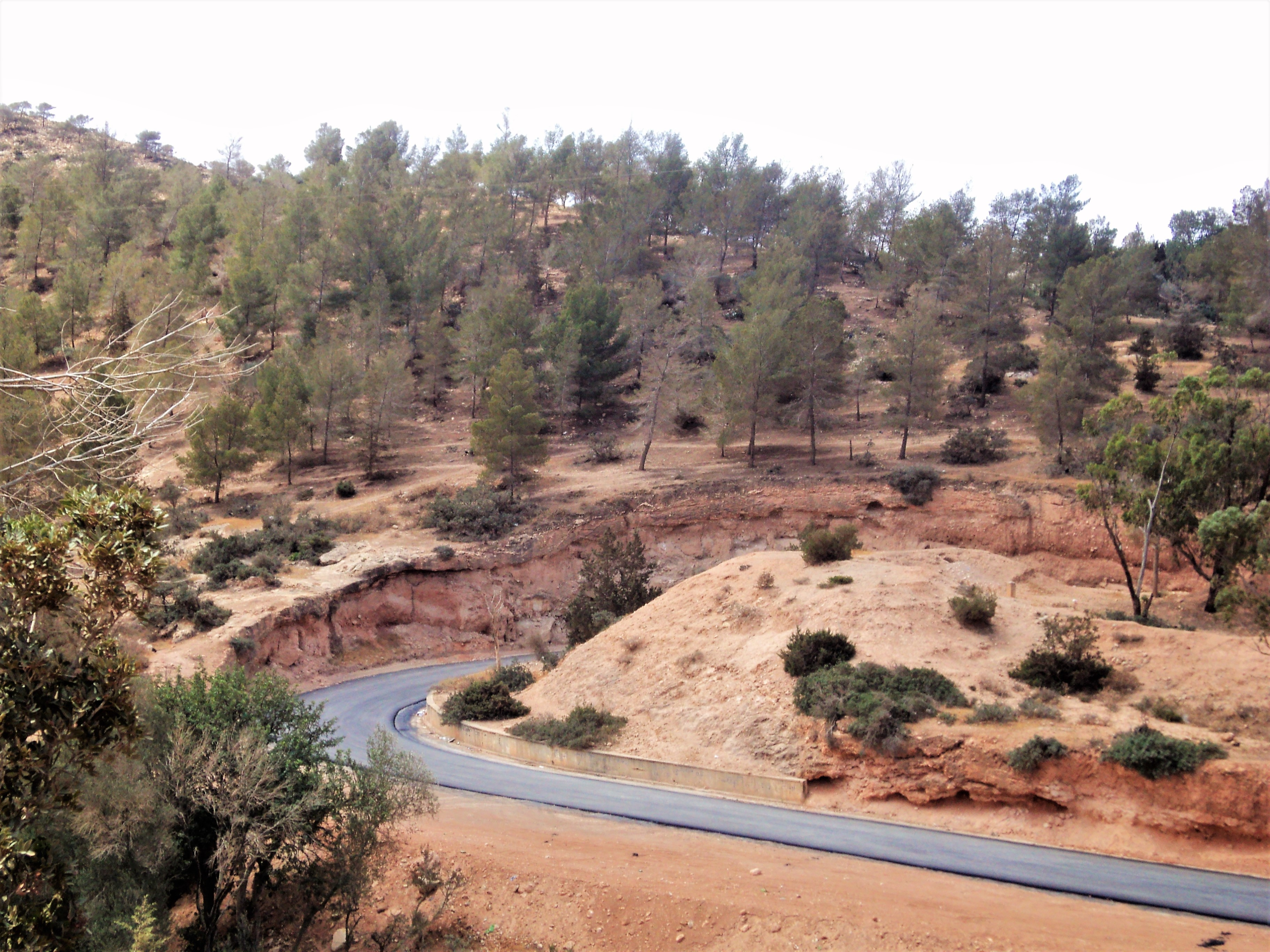
جرف البكور، الجبل الأخضر، ليبيا.

يقع جيبان ساحليان شرقا على طول البحر الأبيض المتوسط: واحد على طول الساحل الجنوبي الشرقي التونسي لخليج قابس، بما في ذلك جزيرة جربة، والثاني في منطقة الجبل الأخضر على طول شاطئ شبه جزيرة برقة في شمال شرق ليبيا.

### إعداد المناطق البيئية
```
تحد 
الغابات والأحراج المتوسطيَّة
 من الجنوب منطقة 
الأحراج والسهوب المتوسطية الجافة 
 التي تحتل 
الهضاب
 
والسلاسل الجبلية
 المتاخمة 
 للصحراء الكبرى
، و من الشمال 
بحر البوران
 الذي يقع في أقصى غرب 
البحر الأبيض المتوسط
.
[
2
]
 تقع منطقة 
غابة أركان و الأحراج الجافة و أراضي الشجيرات النضرة المتوسطيَّة
 التي تحتل السهل الساحلي لجنوب 
المغرب
، على حدود 
الغابات والأحراج المتوسطيَّة
 في 
الجنوب الغربي
.
[
1
]
```

تحيط الغابات والأحراج المتوسطيَّة بمنطقة الغابات الصنوبرية المتوسطية و الغابات المختلطة المتوسطية ، والتي توجد كسلسلة من الجيوب في جبال الريف الساحلية والأطلس المتوسط والأطلس الكبير في المغرب، والأطلس التلي والأطلس الصحراوي في الجزائر، وسلاسل جبال خمير و الموقودس  في تونس. تحتل منطقة سهوب عرعر الأطلس الكبير المتوسطيَّة   أعلى ارتفاعات الأطلس الكبير.

## النباتات
تتكون النباتات الطبيعية من الغابات والأحراج والشجيرات. المجتمعات النباتية الرئيسية الخمسة هي: 
- غابات وأحراج الصنوبرالجاف: توجد غابات الصنوبرالجاف بشكل رئيسي في المناطق الداخلية الأكثر جفافا ، بالقرب من الأحراج والسهوب المتوسطية الجافة  ، حيث يبلغ متوسط هطول الأمطار 300 إلى 600 ملم في السنة. الشجرة السائدة هي الصنوبر الحلبي .  غالبًا ما توجد مختلطة مع السنديان أخضر والصنوبر البحري  و العرعر (الفينيقي و الشربيني). تحتوي الغابات و الأحراج على مجموعة من الشجيرات مثل الجينيستا و القريضة و إكليل الجبل، و التي تشكل أيضًا جيوبًا من  أراضي الشجيرات.[1]

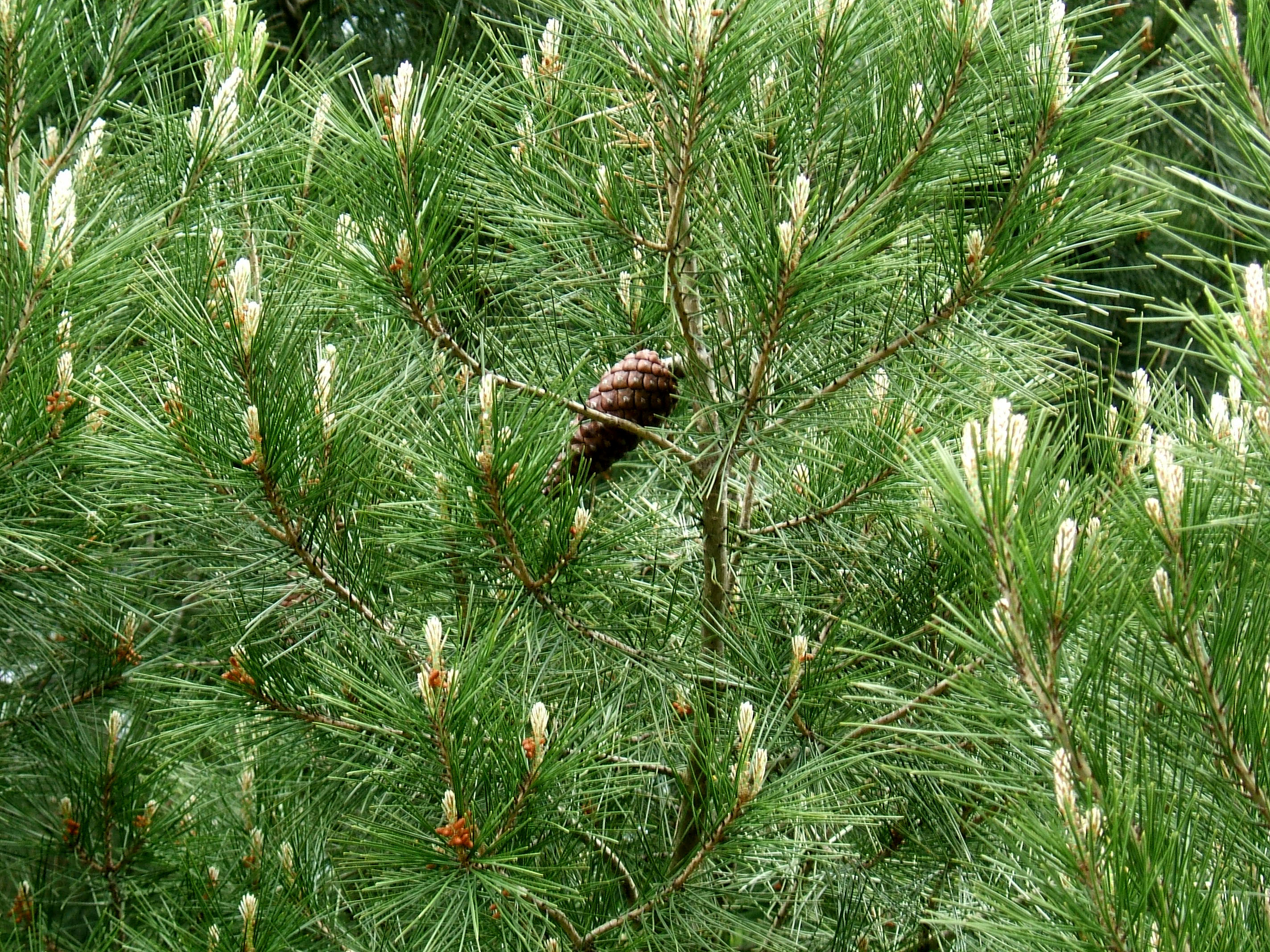
أوراق و مخروط شجرة الصنوبر الحلبي (Pinus halepensis).

- غابات وأحراج العرعار: توجد هذه الغابات و الأحراج في المناطق المنخفضة الأكثر اعتدالا في شمال المغرب و الساحل الغربي للجزائر و جيوب في الجبال الساحلية شمال غرب تونس، عادة على التربة المستمدة من الحجر الجيري. وتتميز بالعرعار وهو مخروطي يستطيع  تكوين الأحراج بالتنسيغ. تتألف الطبقة السفلى بشكل رئيسي من الشجيرات.[1]
- غابات بلوط الفلين: توجد في المرتفعات المنخفضة والمتوسطة مع فصول شتاء معتدلة وأمطار غزيرة نسبيًا (600 إلى 800 ملم) ، غالبًا على التربة المتكونة فوق الصخور السيليسية.  يتم العثور علي غابات بلوط الفلين في السهول الساحلية بين الدار البيضاء و جبال الريف في شمال المغرب والعديد من المناطق الداخلية حول سلاسل جبال الريف و الأطلس المتوسط. يتم العثور عليها أيضًا على طول الأطلس التلي في شمال الجزائر ، وفي سلاسل جبال خمير شمال غرب تونس. بلوط الفلين هو الشجرة السائدة . توجد  مصحوبة بمزيج غني من الشجيرات الصغيرة دائمة الخضرة والشجيرات الكبيرة ، بما في ذلك الغار و قطلب أونيدو و الخلنج  الشجري  و الخلنج العقربي   و  البهشية مائية الأوراق و الزرود ضيق الأوراق و الزرود عريض الأوراق  و اللزان  و الدوم المتوسطي و  الرباطية الغارية و الآس الشائع .[1]
- غابات وأحراج السنديان الأخضر و القرمزي: غابات وأحراج  السنديان الأخضر والسنديان القرمزي هي مجتمع النباتات الأكثر انتشارًا، و تتواجد من الساحل إلى الجبال ضمن مجموعة متنوعة من المناخات والتربة، غابات السنديان الأخضر وجدت سابقا في المناطق المنخفضة مع التربة العميقة والرطبة و قد تم تهجيرها في الغالب عن طريق الزراعة.[1]
- أحراج و أجمات الزيتون البري و الخروب : غابات مفتوحة من الزيتون والخروب تغطي مناطق الأراضي المنخفضة الجافة والأكثر جفافًا. لكن هذه المناطق تم تحويل معظمها إلى الزراعة حيث تم تحويل ما تبقى من غابات الزيتون والخروب البرية عن طريق الحرائق والرعي وجمع الحطب إلى أجمات متوسطية، كما تم إزاحة الزيتون البري أيضًا بواسطة الأصناف المزروعة لإنتاج زيت الزيتون ويتم حصاد الخروب كعلف.[1]

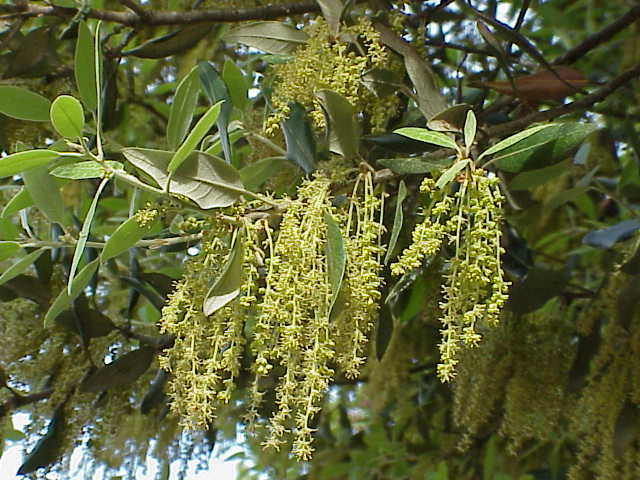
تعيش أشجار السنديان الأخضر (Quercus ilex) في منطقة الغابات والأحراج المتوسطيَّة البيئية

## الحيوانات

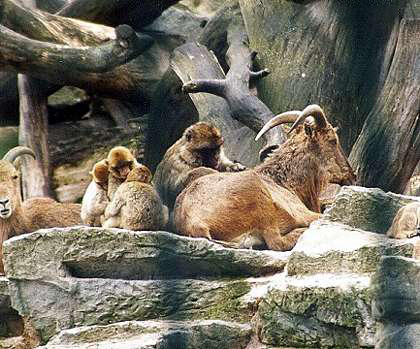
القرود والأغنام البربرية

كانت الغابات والأحراج المتوسطيَّة موطنًا لمجموعة كبيرة ومتنوعة من الثدييات الكبيرة معظمها الآن لديها مناطق انتشار محدودة وبعضها انقرض. يقتصر وجود الأيل البربري على أجزاء من  مناطق انتشاره السابقة في المغرب و الجزائر و تونس. تشمل الحيوانات آكلة اللحوم المحلية : الضبع المخطط و الثعلب الأحمر و  ابن آوى الشائع و الزباد الشائع و النمس المصري و الذئب المصري (مهدد بالانقراض) و النمر البربري (مهدد بالانقراض). انقرض كل من دب الأطلس و الأسد البربري .

## التاريخ والحفظ والتهديدات الحالية
هذه المنطقة البيئية مستوطنة بكثافة ، وتحولت كثيرًا عن طريق الزراعة و الرعي و الحرائق و قطع الأخشاب وجمع الحطب ، فهي موطن لعدة مدن كبيرة، بما في ذلك الدار البيضاء و الرباط و طنجة و فاس في المغرب و الجزائر و وهران في الجزائر و تونس في تونس و بنغازي في ليبيا.